# Bundestagswahl 1965/Wahlergebnisse nach Bundesländern
Bundestagswahl 1965 – Wahlergebnisse nach Bundesländern.

## Wahlergebnisse

### Baden-Württemberg
| Gegenstand der Nachweisung | Erst- stimmen | Erst- stimmen | Zweit- stimmen | Zweit- stimmen | Sitze | Direkt- mandate |
| Gegenstand der Nachweisung | Anzahl        | %             | Anzahl         | %              | Sitze | Direkt- mandate |
| -------------------------- | ------------- | ------------- | -------------- | -------------- | ----- | --------------- |
| Wahlberechtigte            | 5.425.126     | 100,0         | 5.425.126      | 100,0          |       |                 |
| Wähler                     | 4.598.715     | 84,8          | 4.598.715      | 84,8           |       |                 |
| Ungültig                   | 160.835       | 3,5           | 146.488        | 3,2            |       |                 |
| Gültig                     | 4.437.880     | 100,0         | 4.452.227      | 100,0          | 68    | 36              |
| davon:                     |               |               |                |                |       |                 |
| CDU                        | 2.256.883     | 50,9          | 2.219.808      | 49,9           | 35    | 30              |
| SPD                        | 1.505.607     | 33,9          | 1.470.040      | 33,0           | 23    | 6               |
| FDP                        | 515.025       | 11,6          | 582.913        | 13,1           | 10    | –               |
| NPD                        | 85.820        | 1,9           | 97.787         | 2,2            | –     | –               |
| DFU                        | 62.540        | 1,4           | 70.209         | 1,6            | –     | –               |
| AUD                        | 11.469        | 0,3           | 11.470         | 0,3            | –     | –               |
| FSU                        | 536           | 0,0           | –              | –              | –     | –               |

### Bayern
| Gegenstand der Nachweisung | Erst- stimmen | Erst- stimmen | Zweit- stimmen | Zweit- stimmen | Sitze | Direkt- mandate |
| Gegenstand der Nachweisung | Anzahl        | %             | Anzahl         | %              | Sitze | Direkt- mandate |
| -------------------------- | ------------- | ------------- | -------------- | -------------- | ----- | --------------- |
| Wahlberechtigte            | 6.752.276     | 100,0         | 6.752.276      | 100,0          |       |                 |
| Wähler                     | 5.803.004     | 85,9          | 5.803.004      | 85,9           |       |                 |
| Ungültig                   | 164.676       | 2,8           | 161.513        | 2,8            |       |                 |
| Gültig                     | 5.638.328     | 100,0         | 5.641.491      | 100,0          | 86    | 44              |
| davon:                     |               |               |                |                |       |                 |
| CSU                        | 3.204.648     | 56,8          | 3.136.506      | 55,6           | 49    | 36              |
| SPD                        | 1.913.778     | 33,9          | 1.869.467      | 33,1           | 30    | 8               |
| FDP                        | 320.121       | 5,7           | 413.744        | 7,3            | 7     | –               |
| NPD                        | 135.383       | 2,4           | 149.975        | 2,7            | –     | –               |
| DFU                        | 53.478        | 0,9           | 60.561         | 1,1            | –     | –               |
| AUD                        | 10.685        | 0,2           | 11.238         | 0,2            | –     | –               |
| FSU                        | 235           | 0,0           | –              | –              | –     | –               |

### Bremen
| Gegenstand der Nachweisung | Erst- stimmen | Erst- stimmen | Zweit- stimmen | Zweit- stimmen | Sitze | Direkt- mandate |
| Gegenstand der Nachweisung | Anzahl        | %             | Anzahl         | %              | Sitze | Direkt- mandate |
| -------------------------- | ------------- | ------------- | -------------- | -------------- | ----- | --------------- |
| Wahlberechtigte            | 525.730       | 100,0         | 525.730        | 100,0          |       |                 |
| Wähler                     | 452.799       | 86,1          | 452.799        | 86,1           |       |                 |
| Ungültig                   | 11.680        | 2,6           | 8.582          | 1,9            |       |                 |
| Gültig                     | 441.119       | 100,0         | 444.217        | 100,0          | 5     | 3               |
| davon:                     |               |               |                |                |       |                 |
| SPD                        | 218.628       | 49,6          | 215.487        | 48,5           | 3     | 3               |
| CDU                        | 153.888       | 34,9          | 150.889        | 34,0           | 2     | –               |
| FDP                        | 45.992        | 10,4          | 51.894         | 11,7           | –     | –               |
| NPD                        | 11.147        | 2,5           | 12.118         | 2,7            | –     | –               |
| DFU                        | 10.851        | 2,5           | 12.115         | 2,7            | –     | –               |
| EFP                        | –             | –             | 1.015          | 0,2            | –     | –               |
| AUD                        | 613           | 0,1           | 699            | 0,2            | –     | –               |

### Hamburg
| Gegenstand der Nachweisung | Erst- stimmen | Erst- stimmen | Zweit- stimmen | Zweit- stimmen | Sitze | Direkt- mandate |
| Gegenstand der Nachweisung | Anzahl        | %             | Anzahl         | %              | Sitze | Direkt- mandate |
| -------------------------- | ------------- | ------------- | -------------- | -------------- | ----- | --------------- |
| Wahlberechtigte            | 1.392.994     | 100,0         | 1.392.994      | 100,0          |       |                 |
| Wähler                     | 1.202.934     | 86,4          | 1.202.934      | 86,4           |       |                 |
| Ungültig                   | 23.801        | 2,0           | 15.855         | 1,3            |       |                 |
| Gültig                     | 1.179.133     | 100,0         | 1.187.079      | 100,0          | 17    | 8               |
| davon:                     |               |               |                |                |       |                 |
| SPD                        | 584.560       | 49,6          | 572.859        | 48,3           | 9     | 8               |
| CDU                        | 452.116       | 38,3          | 446.133        | 37,6           | 7     | –               |
| FDP                        | 92.513        | 7,8           | 112.047        | 9,4            | 1     | –               |
| DFU                        | 29.022        | 2,5           | 32.051         | 2,7            | –     | –               |
| NPD                        | 19.171        | 1,6           | 20.938         | 1,8            | –     | –               |
| FSU                        | 1.465         | 0,1           | 1.628          | 0,1            | –     | –               |
| AUD                        | 286           | 0,0           | 1.423          | 0,1            | –     | –               |

### Hessen
| Gegenstand der Nachweisung | Erst- stimmen | Erst- stimmen | Zweit- stimmen | Zweit- stimmen | Sitze | Direkt- mandate |
| Gegenstand der Nachweisung | Anzahl        | %             | Anzahl         | %              | Sitze | Direkt- mandate |
| -------------------------- | ------------- | ------------- | -------------- | -------------- | ----- | --------------- |
| Wahlberechtigte            | 3.516.041     | 100,0         | 3.516.041      | 100,0          |       |                 |
| Wähler                     | 3.073.037     | 87,4          | 3.073.037      | 87,4           |       |                 |
| Ungültig                   | 96.118        | 3,1           | 84.585         | 2,8            |       |                 |
| Gültig                     | 2.976.919     | 100,0         | 2.988.452      | 100,0          | 45    | 22              |
| davon:                     |               |               |                |                |       |                 |
| SPD                        | 1.395.691     | 46,9          | 1.366.010      | 45,7           | 21    | 17              |
| CDU                        | 1.158.372     | 38,9          | 1.130.871      | 37,8           | 18    | 5               |
| FDP                        | 308.146       | 10,4          | 359.419        | 12,0           | 6     | –               |
| NPD                        | 64.808        | 2,2           | 74.081         | 2,5            | –     | –               |
| DFU                        | 47.142        | 1,6           | 53.316         | 1,8            | –     | –               |
| AUD                        | 2.386         | 0,1           | 4.755          | 0,2            | –     | –               |
| Einzelbewerber             | 374           | 0,0           | –              | –              | –     | –               |

### Niedersachsen
| Gegenstand der Nachweisung | Erst- stimmen | Erst- stimmen | Zweit- stimmen | Zweit- stimmen | Sitze | Direkt- mandate |
| Gegenstand der Nachweisung | Anzahl        | %             | Anzahl         | %              | Sitze | Direkt- mandate |
| -------------------------- | ------------- | ------------- | -------------- | -------------- | ----- | --------------- |
| Wahlberechtigte            | 4.748.325     | 100,0         | 4.748.325      | 100,0          |       |                 |
| Wähler                     | 4.145.849     | 87,3          | 4.145.849      | 87,3           |       |                 |
| Ungültig                   | 109.610       | 2,6           | 93.108         | 2,2            |       |                 |
| Gültig                     | 4.036.239     | 100,0         | 4.052.741      | 100,0          | 62    | 30              |
| davon:                     |               |               |                |                |       |                 |
| CDU                        | 1.919.789     | 47,6          | 1.855.124      | 45,8           | 29    | 20              |
| SPD                        | 1.633.758     | 40,5          | 1.614.540      | 39,8           | 26    | 10              |
| FDP                        | 360.034       | 8,9           | 440.860        | 10,9           | 7     | –               |
| NPD                        | 89.798        | 2,2           | 102.470        | 2,5            | –     | –               |
| DFU                        | 28.211        | 0,7           | 31.653         | 0,8            | –     | –               |
| AUD                        | 3.496         | 0,1           | 5.460          | 0,1            | –     | –               |
| FSU                        | 1.153         | 0,0           | 2.634          | 0,1            | –     | –               |

### Nordrhein-Westfalen
| Gegenstand der Nachweisung | Erst- stimmen | Erst- stimmen | Zweit- stimmen | Zweit- stimmen | Sitze | Direkt- mandate |
| Gegenstand der Nachweisung | Anzahl        | %             | Anzahl         | %              | Sitze | Direkt- mandate |
| -------------------------- | ------------- | ------------- | -------------- | -------------- | ----- | --------------- |
| Wahlberechtigte            | 11.322.627    | 100,0         | 11.322.627     | 100,0          |       |                 |
| Wähler                     | 9.920.068     | 87,6          | 9.920.068      | 87,6           |       |                 |
| Ungültig                   | 259.676       | 2,6           | 168.836        | 1,7            |       |                 |
| Gültig                     | 9.660.392     | 100,0         | 9.751.232      | 100,0          | 153   | 73              |
| davon:                     |               |               |                |                |       |                 |
| CDU                        | 4.655.973     | 48,2          | 4.593.281      | 47,1           | 74    | 38              |
| SPD                        | 4.178.408     | 43,3          | 4.149.910      | 42,6           | 66    | 35              |
| FDP                        | 596.375       | 6,2           | 739.954        | 7,6            | 13    | –               |
| DFU                        | 111.823       | 1,2           | 125.202        | 1,3            | –     | –               |
| NPD                        | 97.972        | 1,0           | 110.299        | 1,1            | –     | –               |
| AUD                        | 12.441        | 0,1           | 11.428         | 0,1            | –     | –               |
| CVP                        | 3.241         | 0,0           | 10.830         | 0,1            | –     | –               |
| FSU                        | 2.746         | 0,0           | 6.369          | 0,1            | –     | –               |
| UAP                        | 1.127         | 0,0           | 3.959          | 0,0            | –     | –               |
| Einzelbewerber             | 286           | 0,0           | –              | –              | –     | –               |

### Rheinland-Pfalz
| Gegenstand der Nachweisung | Erst- stimmen | Erst- stimmen | Zweit- stimmen | Zweit- stimmen | Sitze | Direkt- mandate |
| Gegenstand der Nachweisung | Anzahl        | %             | Anzahl         | %              | Sitze | Direkt- mandate |
| -------------------------- | ------------- | ------------- | -------------- | -------------- | ----- | --------------- |
| Wahlberechtigte            | 2.403.771     | 100,0         | 2.403.771      | 100,0          |       |                 |
| Wähler                     | 2.114.311     | 88,0          | 2.114.311      | 88,0           |       |                 |
| Ungültig                   | 82.542        | 3,9           | 58.581         | 2,8            |       |                 |
| Gültig                     | 2.031.769     | 100,0         | 2.055.730      | 100,0          | 31    | 16              |
| davon:                     |               |               |                |                |       |                 |
| CDU                        | 1.017.950     | 50,1          | 1.013.573      | 49,3           | 16    | 11              |
| SPD                        | 765.462       | 37,7          | 754.175        | 36,7           | 12    | 5               |
| FDP                        | 180.286       | 8,9           | 209.028        | 10,2           | 3     | –               |
| NPD                        | 44.512        | 2,2           | 51.237         | 2,5            | –     | –               |
| DFU                        | 21.965        | 1,1           | 25.081         | 1,2            | –     | –               |
| AUD                        | 1.594         | 0,1           | 2.636          | 0,1            | –     | –               |

### Saarland
| Gegenstand der Nachweisung | Erst- stimmen | Erst- stimmen | Zweit- stimmen | Zweit- stimmen | Sitze | Direkt- mandate |
| Gegenstand der Nachweisung | Anzahl        | %             | Anzahl         | %              | Sitze | Direkt- mandate |
| -------------------------- | ------------- | ------------- | -------------- | -------------- | ----- | --------------- |
| Wahlberechtigte            | 736.239       | 100,0         | 736.239        | 100,0          |       |                 |
| Wähler                     | 656.496       | 89,2          | 656.496        | 89,2           |       |                 |
| Ungültig                   | 29.162        | 4,4           | 25.965         | 4,0            |       |                 |
| Gültig                     | 627.334       | 100,0         | 630.531        | 100,0          | 8     | 5               |
| davon:                     |               |               |                |                |       |                 |
| CDU                        | 301.290       | 48,0          | 295.257        | 46,8           | 4     | 4               |
| SPD                        | 250.815       | 40,0          | 250.797        | 39,8           | 4     | 1               |
| FDP                        | 46.566        | 7,4           | 54.119         | 8,6            | –     | –               |
| NPD                        | 10.434        | 1,7           | 11.224         | 1,8            | –     | –               |
| DFU                        | 8.974         | 1,4           | 9.491          | 1,5            | –     | –               |
| CVP                        | 8.737         | 1,4           | 9.002          | 1,4            | –     | –               |
| AUD                        | 518           | 0,1           | 641            | 0,1            | –     | –               |

### Schleswig-Holstein
| Gegenstand der Nachweisung | Erst- stimmen | Erst- stimmen | Zweit- stimmen | Zweit- stimmen | Sitze | Direkt- mandate |
| Gegenstand der Nachweisung | Anzahl        | %             | Anzahl         | %              | Sitze | Direkt- mandate |
| -------------------------- | ------------- | ------------- | -------------- | -------------- | ----- | --------------- |
| Wahlberechtigte            | 1.687.266     | 100,0         | 1.687.266      | 100,0          |       |                 |
| Wähler                     | 1.448.994     | 85,9          | 1.448.994      | 85,9           |       |                 |
| Ungültig                   | 41.058        | 2,8           | 32.252         | 2,2            |       |                 |
| Gültig                     | 1.407.936     | 100,0         | 1.416.742      | 100,0          | 21    | 11              |
| davon:                     |               |               |                |                |       |                 |
| SPD                        | 551.767       | 39,2          | 549.901        | 38,8           | 8     | 1               |
| CDU                        | 715.058       | 50,8          | 682.626        | 48,2           | 11    | 10              |
| FDP                        | 97.236        | 6,9           | 132.761        | 9,4            | 2     | –               |
| NPD                        | 28.171        | 2,0           | 34.064         | 2,4            | –     | –               |
| DFU                        | 12.894        | 0,9           | 14.503         | 1,0            | –     | –               |
| AUD                        | 2.658         | 0,2           | 2.887          | 0,2            | –     | –               |
| FSU                        | 152           | 0,0           | –              | –              | –     | –               |